# Eleccions legislatives d'Israel de 1955
Les eleccions legislatives d'Israel de 1955 se celebraren el 26 de juliol de 1955 per a renovar els 120 membres de la Kenésset. El Mapai fou el partit més votat i David Ben-Gurion fou nomenat primer ministre d'Israel en un govern de coalició amb Ahdut ha-Avodà, Mapam, Partit Nacional Religiós, Partit Progressista, i les llistes satèl·lit àrabs.

## Resultats
|                                  |                                          |         |       |        |        |
| ← Eleccions a la Kenésset, 1955→ |                                          |         |       |        |        |
|                                  | Candidatura                              | Vots    | %     | Escons | Escons |
| 1955                             | Candidatura                              | Vots    | %     | Dif.   |        |
|                                  | Mapai                                    | 234.735 | 32,2% | 40     | -5     |
|                                  | Herut                                    | 107.190 | 12,6% | 15     | +7     |
|                                  | Sionistes Generals                       | 87.099  | 10,2% | 13     | -7     |
|                                  | Partit Nacional Religiós                 | 77.936  | 9,1%  | 11     | +1     |
|                                  | Ahdut ha-Avodà                           | 69.475  | 8,2%  | 10     | Nou    |
|                                  | Mapam                                    | 62.401  | 7,3%  | 9      | -6     |
|                                  | Front Religiós de la Torà                | 39.836  | 4,7%  | 6      | +1     |
|                                  | Partit Comunista Israelià                | 38.492  | 4,5%  | 6      | +1     |
|                                  | Partit Progressista                      | 37.661  | 4,4%  | 5      | +1     |
|                                  | Llista Democràtica dels Àrabs Israelians | 15.475  | 1,8%  | 2      | -      |
|                                  | Progrés i Treball                        | 12.511  | 1,5%  | 2      | +1     |
|                                  | Agricultura i Desenvolupament            | 9.791   | 1,1%  | 1      | =      |
|                                  | Comunitats Sefardita i Oriental          | 6.994   | 0,8%  | 0      | -2     |
|                                  | Total (participació 80,7%)               | 853.219 | 100%  | 120    | -      |

1. ↑   Es compara el resultat amb els escons que obtingueren per separat en les anteriors eleccions els partits Ha-Poel ha-Mizrahí i Mizrahí.